# Centro para el Entendimiento y la Cooperación Judeo-Cristiana
El Centro para el Entendimiento y la Cooperación Judeo-Cristiana o CJCUC es una institución educativa donde las personas cristianas que visitan Israel pueden estudiar la biblia hebrea con rabinos ortodoxos y explorar junto con ellos las diferentes raíces hebreas del cristianismo. Fue establecido en 2008 por el rabino Shlomo Riskin, en la localidad de Efrat. 
La misión del Centro para el Entendimiento y la Cooperación Judeo-Cristiana tiene su fuente inspiradora en las palabras del profeta hebreo Isaías: "Venid ahora, razonemos juntos, dice el Señor" (Isaías 1:18).

## Historia
El trabajo que se desarrolla en el CJCUC a partir de 2008 posee sus antecedentes últimos unos cincuenta años antes: en ese momento, el mundo aún estaba llegando a un acuerdo con las secuelas de la Segunda Guerra Mundial y las atrocidades del Holocausto. 
En 1964, el rabino Joseph B. Soloveitchik, maestro y mentor de la CJCUC, en colaboración con el rabino Shlomo Riskin (quien a su vez fue su canciller y fundador), publicó un ensayo titulado "Confrontación" en el que expuso sus puntos de vista acerca de la importancia del diálogo interreligioso, trazando además las líneas directrices que pueden posibilitar uno de corte fructífero para las diferentes partes.
Al mismo tiempo se produjeron importantes cambios de actitud en el seno de la Iglesia Católica. Un año después de la publicación del ensayo del rabino Soloveitchik, la Santa Sede emitió la declaración conocida como Nostra Aetate, donde se detalla la relación entre la Iglesia católica y las diferentes religiones no cristianas. Como documento, Nostra Aetate absuelve al pueblo judío de la crucifixión de Jesús y admite que el antijudaísmo religioso tuvo un papel significativo en numerosas persecuciones contra la población judía y la religión. 
A partir de 1960, Riskin empieza a estudiar las relaciones judeocristianas, cuando asistía a seminarios sobre el Evangelio dados por el profesor David Flusser en la Universidad Hebrea de Jerusalén. Es allí donde Riskin comienza a detectar relaciones entre las enseñanzas de Jesús y la Escritura hebrea como fuente de inspiración de las mismas.
Tras establecerse en Efrat, Riskin Empezó a involucrarse con el mundo cristiano. La mayoría de los visitantes cristianos que llegaban a Efrat eran evangélicos. Gradualmente, Riskin estableció relaciones con el reverendo Robert Stearns (de Eagles' Wings) y con el pastor John Hagee, quien en alguna ocasión describió a Riskin como un hombre que impresiona por su buen corazón y por emitir con voz clara y contundente su incondicional amor por la nación judía.

## Objetivos
Desde su fundación en 2008, sus principales objetivos son dar a entender la relación entre la fe Judía y Cristiana a partir del texto bíblico como medio.
El Centro subraya la importancia teológica e histórica de la Tierra de Israel y los valores fundamentales judeocristianos tales como la santidad de la vida humana, la paz y la dignidad humana al igual que el desarrollo de la cultura y la resolución de los conflictos contemporáneos. El CJCUC acoge grupos cristianos de todo el mundo, los cuales participan activamente en seminarios que duran toda una jornada aparte de visitas a sitios bíblicos localizados en las inmediaciones de Jerusalén, así como también el Sendero de los Patriarcas y los Pozos de Herodes. 
Temas abordados durante los seminarios:
- Las relaciones judeocristianas
- Teología de las festividades bíblicas
- Pacto y Misión
- Los Diez Mandamientos
- Satanás, el mal y el libre albedrío
- El judaísmo y el Ministerio de Jesús
- La vida humana creada a imagen de Dios.

Algunas actividades van dirigidas a Cristianos europeos y americanos de las ramas católica y protestante.
El CJCUC ha establecido también un grupo de reflexión teológica en el Instituto para la Investigación Teológica (ITI), encabezada por el rabino Eugene Korn y el Dr. Robert Jenson del Instituto Witherspoon. El centro está integrado por eruditos y teólogos internacionales cuyas tareas buscan aclarar algunos puntos teológicos de convergencia y divergencia entre el judaísmo y cristianismo, así como también intentan detectar e identificar las posibles áreas de cooperación. Los temas incluyen el pasado y presente de las relaciones judeocristianas, la Alianza, Salvación, Hermenéutica bíblica, Religión y Violencia, Ética, Monoteísmo y Mesianismo. 
La organización recibe donaciones de la familia Herzog de Israel, la Fundación Paul Singer, la Fundación Internacional Puerta de Sion, el Ministerio de Justicia del Estado de Israel y los Ministerios John Hagee.

## Publicaciones
- "Covenant and Hope--Christian and Jewish Reflections" (Eerdmans, 2012) (en inglés) ISBN 978-0802867049
- "Plowshares into Swords? Reflections on Religion and Violence" (2014) (Versión Kindle) (en inglés)
- "RETURNING TO ZION: CHRISTIAN AND JEWISH PERSPECTIVES" (2015) (Versión Kindle) (en inglés)
- "Cup of Salvation" (Gefen Publishing, 2017) ((en inglés) ISBN 978-9652299352